# 大山組
大山組（英語：Big Hill Formation）是美國密歇根州的一個地質組，主要是石灰石。它保存了奧陶紀的化石遺跡。